# The Wallflowers (album)
Albums de The Wallflowers
Bringing Down the Horse
(1996)
The Wallflowers est le premier album du groupe de rock The Wallflowers.

## Chansons de l'album
Toutes les chansons ont été écrites et composées par Jakob Dylan, excepté After the Blackbird Sings composée par Jakob Dylan, Peter Yanowitz, Tobi Miller, Barrie Maguire et Rami Jaffee.
1. Shy of the Moon – 3:17
2. Sugarfoot – 5:28
3. Sidewalk Annie – 5:18
4. Hollywood – 7:02
5. Be Your Own Girl – 5:16
6. Another One in the Dark – 6:31
7. Ashes to Ashes – 5:00
8. After the Blackbird Sings – 4:49
9. Somebody Else's Money – 8:26
10. Asleep at the Wheel – 4:49
11. Honeybee – 9:14
12. For the Life of Me – 4:16

## Personnel
- Jakob Dylan : voix, guitare et piano
- Rami Jaffee : claviers et chœurs
- Barrie Maguire : basse et chœurs
- Tobi Miller : guitare lead
- Peter Yanowitz : batterie et percussions